# Kangoku no ohimesama
Kangoku no ohimesama (監獄のお姫さま?), noto anche con il titolo internazionale Prison Princesses, è una serie televisiva giapponese del 2007.

## Trama
Dopo avere preso a coltellate il marito infedele, la giovane Kayo viene arrestata per tentato omicidio. In carcere, conosce altre donne imprigionate per i motivi più svariati: Akemi, per possesso di droghe; Chinatsu, per evasione fiscale; Yoko, per truffa; Shinobu, per omicidio, che però di essere innocente e di essere stata incastrata. Sei anni più tardi, tutte le detenute tranne Shinobu sono state rilasciate: decidono quindi di portare alla luce la verità, aiutati anche da Futaba, la guardia addetta al loro controllo che aveva negli anni stretto con loro un rapporto di amicizia e reciproco rispetto.